# Leichtathletik-Weltmeisterschaften 1993/Marathon der Frauen

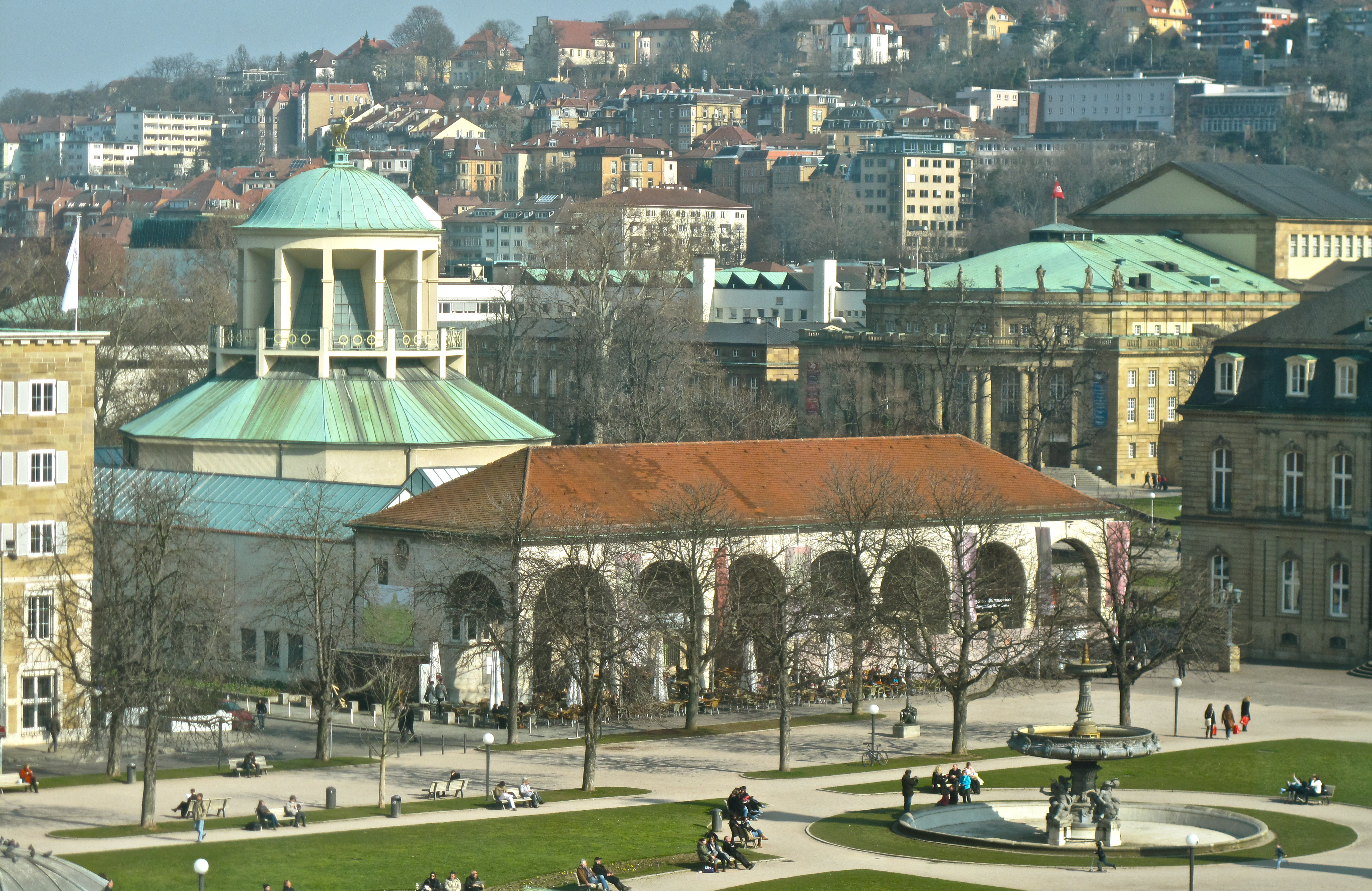
Schlossplatz mit Kunstgebäude und Staatstheater im Hintergrund (2011)

Der Marathonlauf der Frauen bei den Leichtathletik-Weltmeisterschaften 1993 wurde am 15. August 1993 in den Straßen der deutschen Stadt Stuttgart ausgetragen.
In diesem Wettbewerb errangen die japanischen Läuferinnen mit Gold und Bronze zwei Medaillen. Weltmeisterin wurde Junko Asari. Rang zwei belegte die Portugiesin Maria Manuela Machado. Bronze ging an Tomoe Abe.

## Bestehende Rekorde / Bestleistungen
| Weltbestzeit             | 2:21:06 h | Ingrid Kristiansen | London-Marathon, Großbritannien | 21. April 1985  |
| Weltmeisterschaftsrekord | 2:25:17 h | Rosa Mota          | WM 1987 in Rom                  | 29. August 1987 |

Anmerkung:
Rekorde wurden damals im Marathonlauf und Straßengehen wegen der unterschiedlichen Streckenbeschaffenheiten mit Ausnahme von Meisterschaftsrekorden nicht geführt.
Der bestehende WM-Rekord wurde bei diesen Weltmeisterschaften nicht eingestellt und nicht verbessert.

## Ergebnis

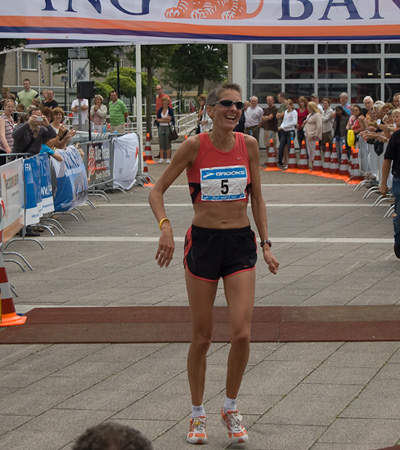
Anne van Schuppen erreichte nicht das Ziel

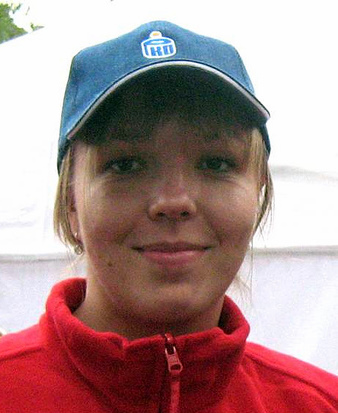
Anna Rybicka belegte Rang dreizehn
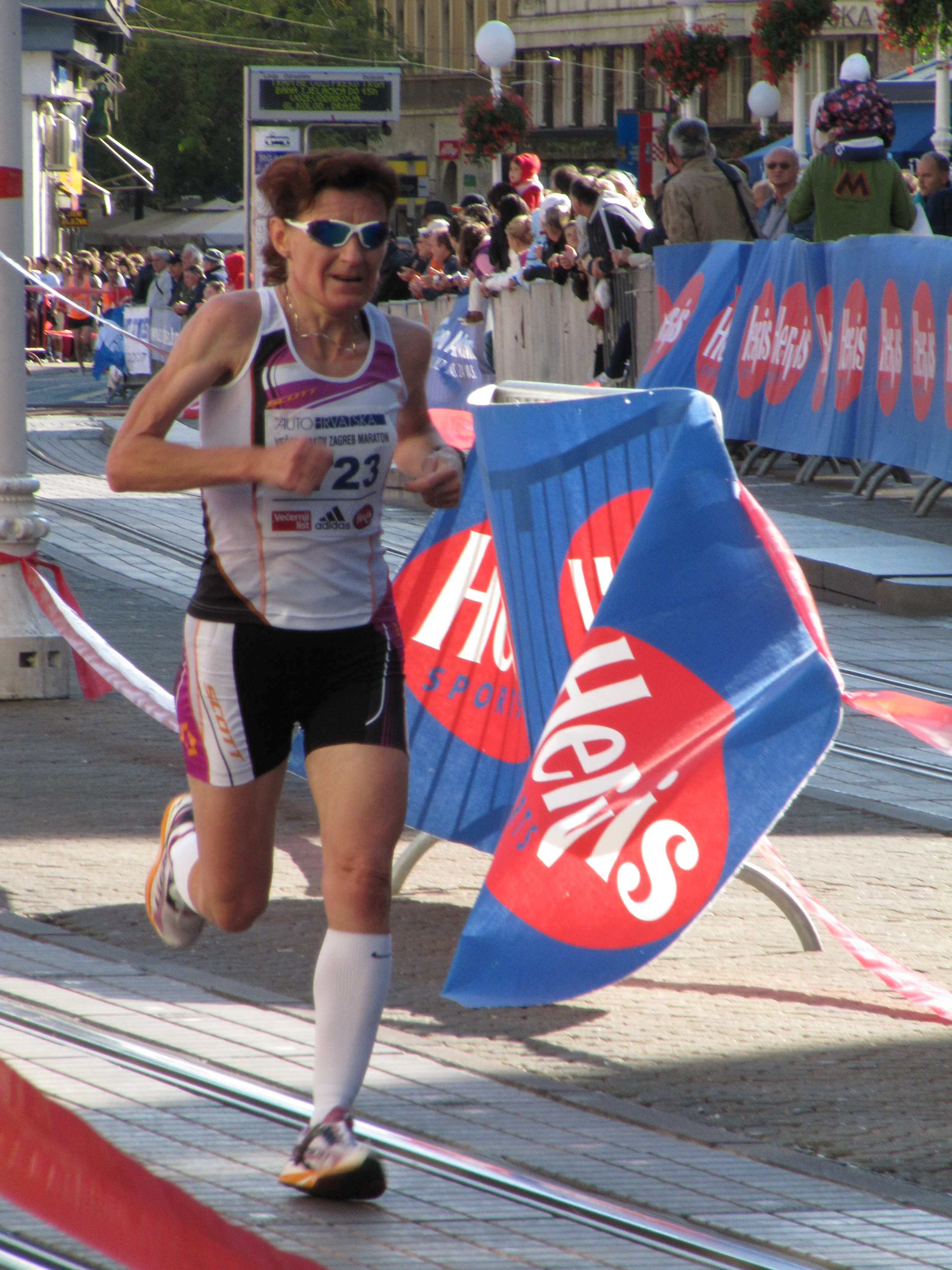
Helena Javornik (hier beim Zagreb Marathon 2011) wurde Zwanzigste

15. August 1993, 10:00 Uhr
| Platz | Athletin               | Land                | Zeit (h) |
| ----- | ---------------------- | ------------------- | -------- |
|       | Junko Asari            | Japan               | 2:30:03  |
|       | Maria Manuela Machado  | Portugal            | 2:30:54  |
|       | Tomoe Abe              | Japan               | 2:31:01  |
| 04    | Ramilja Burangulowa    | Russland            | 2:33:03  |
| 05    | Madina Biktagirowa     | Belarus             | 2:34:36  |
| 06    | Katrin Dörre-Heinig    | Deutschland         | 2:35:20  |
| 07    | Frith van der Merwe    | Südafrika           | 2:35:56  |
| 08    | Kimberly Jones         | USA                 | 2:26:33  |
| 09    | Kamila Gradus          | Polen               | 2:36:48  |
| 10    | Firiya Zhdanova        | Russland            | 2:37:59  |
| 11    | Akemi Matsuno          | Japan               | 2:38:04  |
| 12    | Maria Rebelo           | Frankreich          | 2:38:33  |
| 13    | Anna Rybicka           | Polen               | 2:39:44  |
| 14    | Marion Sutton          | Großbritannien      | 2:39:45  |
| 15    | Judit Nagy             | Ungarn              | 2:41:06  |
| 16    | Karen MacLeod          | Großbritannien      | 2:41:46  |
| 17    | Ana Isabel Alonso      | Spanien             | 2:42:53  |
| 18    | Ritva Lemettinen       | Finnland            | 2:45:05  |
| 19    | Jane Welzel            | USA                 | 2:46:08  |
| 20    | Helena Javornik        | Slowenien           | 2:51:06  |
| 21    | Emperatriz Wilson      | Kuba                | 2:54:11  |
| 22    | Su Tzu-ning            | Chinesisch Taipeh   | 2:58:37  |
| 23    | Chu Winnie Ng Lai      | Hongkong            | 2:58:41  |
| DNF   | Danuta Bartoszek       | Kanada              |          |
| DNF   | Gabrielle O’Rourke     | Neuseeland          |          |
| DNF   | Anne van Schuppen      | Niederlande         |          |
| DNF   | Claudia Metzner        | Deutschland         |          |
| DNF   | Birgit Jerschabek      | Deutschland         |          |
| DNF   | Bettina Sabatini       | Italien             |          |
| DNF   | Rosanna Munerotto      | Italien             |          |
| DNF   | Rakiya Maraoui-Quétier | Marokko             |          |
| DNF   | Ma Liyan               | Volksrepublik China |          |
| DNS   | Sally Eastall          | Großbritannien      |          |

## Videolinks
- 4230 World Track & Field 1993 Marathon Women, Part 1 auf youtube.com, abgerufen am 18. Mai 2020
- 4235 World Track & Field 1993 Marathon Women, Part 2 auf youtube.com, abgerufen am 18. Mai 2020
- 4237 World Track & Field 1993 Marathon Women, Part 3 auf youtube.com, abgerufen am 18. Mai 2020
- 4241 World Track & Field 1993 Marathon Women, Part 4 auf youtube.com, abgerufen am 18. Mai 2020
- 4244 World Track & Field 1993 Marathon Women, Part 5 auf youtube.com, abgerufen am 18. Mai 2020
- 4246 World Track & Field 1993 Marathon Women, Part 6 auf youtube.com, abgerufen am 18. Mai 2020
- 4247 World Track & Field 1993 Marathon Women, Part 7 auf youtube.com, abgerufen am 18. Mai 2020
- 4252 World Track & Field 1993 Marathon Women, Part 8 auf youtube.com, abgerufen am 18. Mai 2020
- 4253 World Track & Field 1993 Marathon Women, Part 9 auf youtube.com, abgerufen am 18. Mai 2020